# ميناموجوني ، كوماموتو
ميناموجوني (南小国町 Minamioguni-machi) مدينة تقع في مقاطعة اسو في محافظة كوماموتو في اليابان.

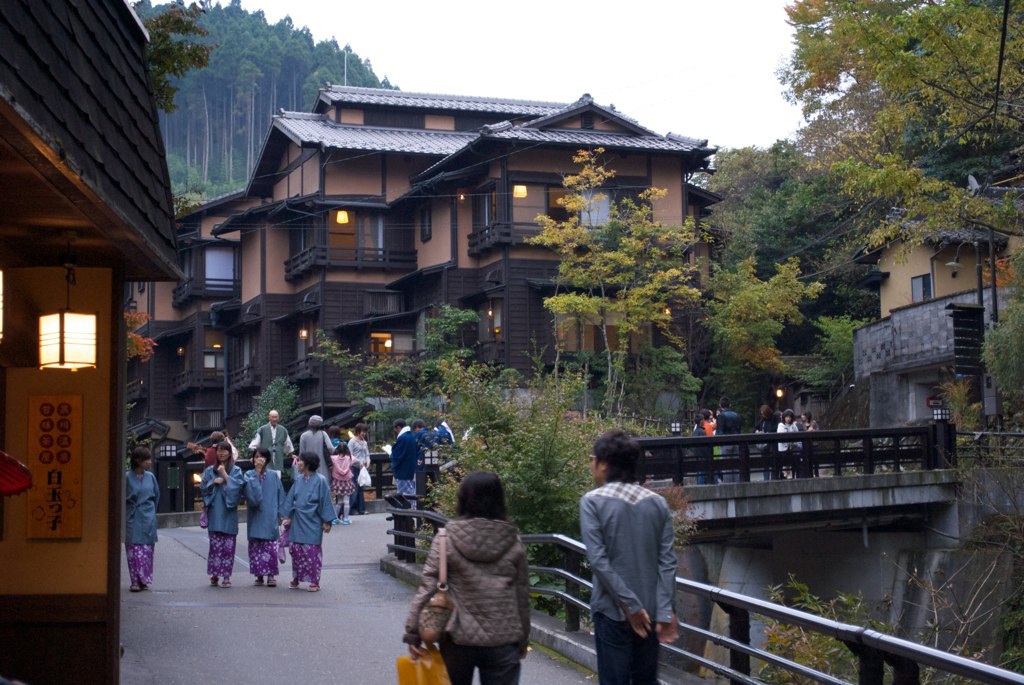

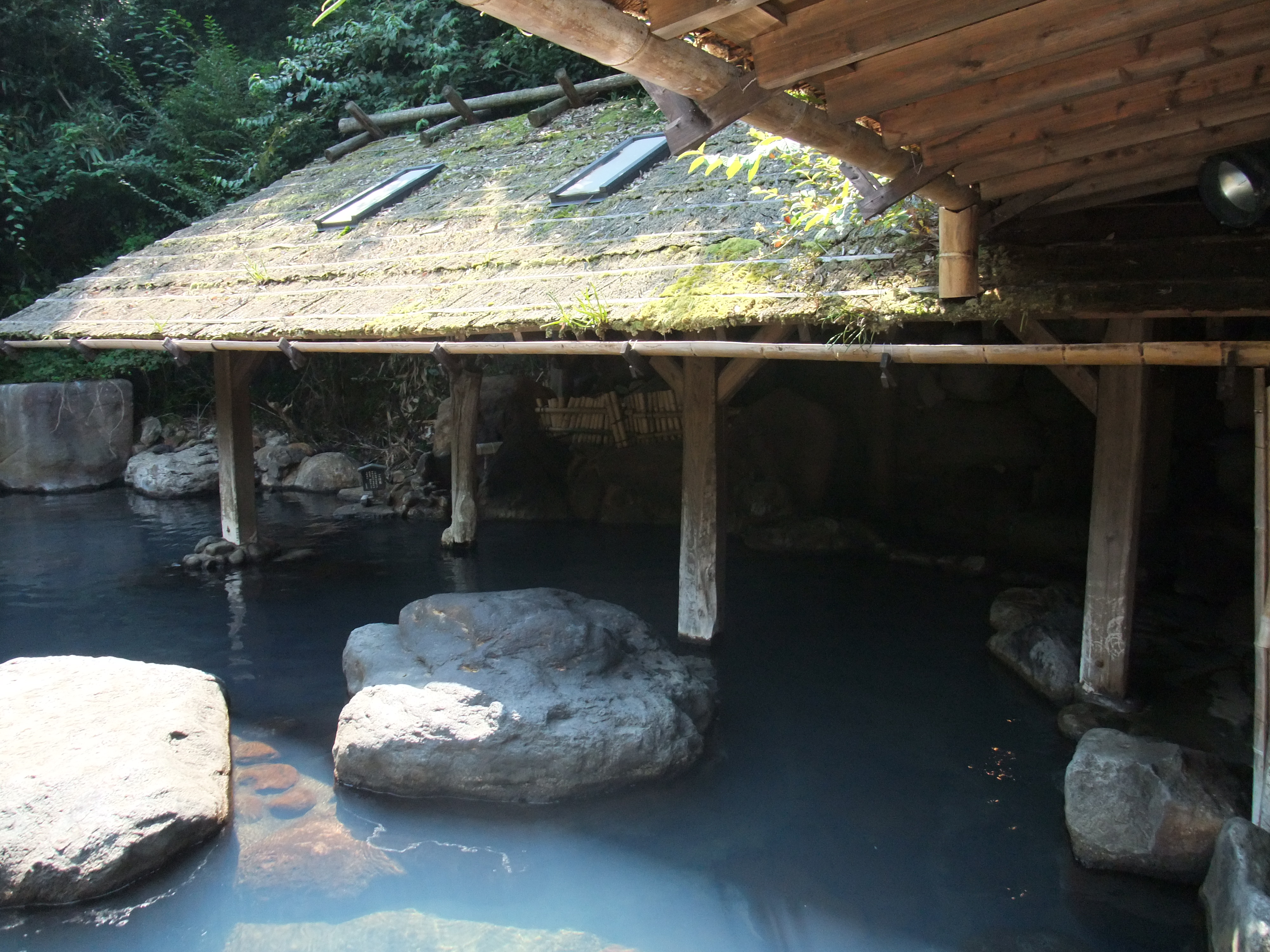
onsen في

في أكتوبر 2016، بلغ عدد سكان المدينة 3977 نسمة وبكثافة 34 شخصًا لكل كيلومتر مربع. المساحة الإجمالية 115.86 كيلومتر مربع.

## روابط خارجية
- معلومات جغرافية متعلقة بميناموجوني ، كوماموتو على خريطة الشارع المفتوح
- الموقع الرسمي Minamioguni (in Japanese)
- kurokawa onsen